# Otto Berger

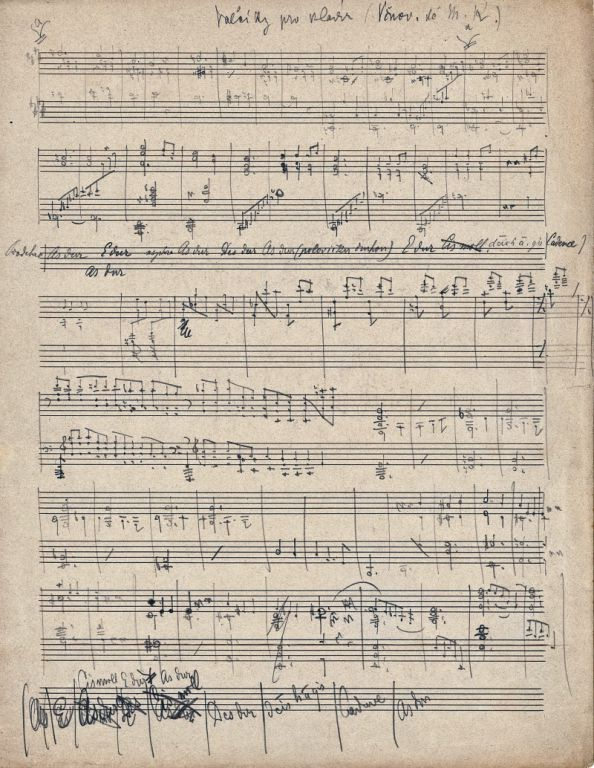
Notový zápis Otty Bergera

Otto Berger, křtěný Otto Václav (22. ledna 1873 Slatina nad Úpou – 29. června 1897 Machov), byl český violoncellista, člen Českého kvarteta a hudební skladatel.

## Život
Otto Berger se narodil v podkrkonošské obci Slatina nad Úpou do rodiny řídícího učitele Jana Bergera a jeho ženy Anny rozené Řepkové. Vyrůstal v prostředí, kde se ve značné míře pěstovala literatura a umění hudební, neboť Ottova matka pocházela ze starého muzikantského a kantorského rodu Řepků. Hrála znamenitě na klavír a zpívala alt. Otto měl dva bratry, Viléma a Karla, kteří byli rovněž znamenitými hudebníky. Ze Slatiny se v roce 1877 celá rodina přestěhovala do Machova, kde roku 1878 začal Otta navštěvovat obecnou školu. Výuku německého jazyka absolvoval v Božanově a následně nastoupil do německého řádového gymnázia benediktinů v Broumově. Již tehdy hrál znamenitě na violoncello a doplňoval rodinné trio – bratr Vilém hrál na klavír, Karel na housle. V letech 1885–1892 studoval na pražské konzervatoři, zprvu hru na violoncello pod vedením Františka Hegenbartha a Hanuše Wihana a následně skladbu a hudební teorii u Josefa B. Förstra, Karla Steckera, Karla Knittla a také u Antonína Dvořáka.
V roce 1892 vytvořil Otto Berger spolu se svými přáteli Josefem Sukem, Oskarem Nedbalem a Karlem Hoffmannem první České kvarteto, které koncertovalo s velikým úspěchem v Praze, na českém venkově a roku 1893 i ve Vídni a později v dalších evropských městech. V rozkvětu sil se u Otty Bergera projevila tuberkulóza, marně se léčil v lázních Dušníky v Kladsku a tyrolských lázních v Griesu. Po onemocnění jeho místo v souboru převzal Hanuš Wihan. Na sklonku života byl ještě jmenován profesorem pražské konzervatoře, ale úřad již nenastoupil. Zemřel roku 1894 v Machově a byl pohřben na hřbitově v Náchodě.
Otto Berger byl autorem několika skladeb pro violoncello (Večerní písně, Andante), napsal také řadu dalších skladeb např. pro flétnu a klavír (Polonaisa), pro malý orchestr (Suite orientale) a další.